# Charles Robinson (écrivain)
Pour les articles homonymes, voir Charles Robinson et Robinson.
Charles Robinson est un écrivain français.

## Parcours
Son premier roman, Génie du proxénétisme obtient le prix Sade et est adapté au théâtre.
Il est invité par le festival Étonnants voyageurs 2011.

## Publications
- Génie du proxénétisme, Paris, Éditions du Seuil, coll. « Fiction & Cie », 2008, 229 p. (ISBN 978-2-02-096243-8)[4]
- Dans les cités, Paris, Éditions du Seuil, coll. « Fiction & Cie », 2011, 524 p. (ISBN 978-2-02-104046-3)[5],[6],
- « Les écureuils en question », éditions è®e, 2011[7]
- Ultimo, éditions è®e, 2012[8]
- Fabrication de la guerre civile, Paris, Éditions du Seuil, coll. « Fiction & Cie », 2016, 635 p. (ISBN 978-2-02-114586-1)[9] - Prix Louis-Barthou de l’Académie française
- J'accepte, éditions Espace 34, 2023[10]